# Долна Баница
Вижте пояснителната страница за други значения на Баница.
Долна Баница (на македонска литературна норма: Долна Бањица; на албански: Banjica e Poshtme) е село в Северна Македония, в Община Гостивар.

## География
Селото е разположено в областта Горни Полог на един километър южно от град Гостивар.

## Етимология на името
Името на селото не е производно на тестеното изделие баница, а на баня.

## История
В обобщен списък на джизието на немюсюлманите от вилаета Калканделен от 18 юли 1628 година селото е отбелязано като Долна Баниче, с 8 ханета (домакинства).
В началото на XIX век Долна Баница е смесено село в Гостиварска нахия на Тетовска кааза на Османската империя. Андрей Стоянов, учителствал в Тетово от 1886 до 1894 година, пише за селото:
| „ | С. Долня Баница — има 1 джамия и развалини отъ стара църква... И въ дветѣ Баници българитѣ колятъ частенъ курбанъ (всѣки дома си) на св. Петка, на Архангеловъ день и др. | “ |

Според статистиката на Васил Кънчов („Македония. Етнография и статистика“) в 1900 Долна Баница има 155 жители българи християни, 615 арнаути мохамедани и 16 цигани.
Според секретен доклад на българското консулство в Скопие 10 от 17 християнски къщи в селото през 1892 година признават Цариградската патриаршия.
Християнските жители на селото са разделени в конфесионално отношение. Според патриаршеския митрополит Фирмилиан в 1902 година в Долна Баница има 15 сръбски патриаршистки къщи. Според секретаря на Българската екзархия Димитър Мишев („La Macédoine et sa Population Chrétienne“) в 1905 година в Долна Баница има 48 българи екзархисти и 72 българи патриаршисти сърбомани.
В 1913 година селото попада в Сърбия. През 1922-1923 година в селото е открита поща, която функционира до 6 април 1941 година.
Според Афанасий Селишчев в 1929 година Долна Баница е център на община от 4 села в Горноположкия срез и има 142 къщи със 731 жители българи и цигани.
Според преброяването от 2002 година селото има 4356 жители.
| Националност | Всичко |
| македонци    | 355    |
| албанци      | 2444   |
| турци        | 1524   |
| роми         | 9      |
| власи        | 0      |
| сърби        | 1      |
| бошняци      | 0      |
| други        | 23     |

## Личности
Родени в Долна Баница
- Захарий Новев (1877 - ?), български учител и революционер, роден в Баница (Долна или Горна Баница)
- Кирил Стефанов Йовицов, роден в Горна или Долна Баница, тетовски войвода на ВМОРО в 1924 година[11]
- Юсуф Сабит (р. 1957), писател от Северна Македония

Починали в Долна Баница
- Ставре Спирков (1871-1945), български екзархийски свещеник